# Iris orientalis
Espèce
Classification phylogénétique
L'Iris turc ou Iris des steppes (Iris orientalis) est une espèce de plantes à fleurs de la famille des iridacées. C'est une plante herbacée vivace originaire de Turquie et de Grèce.

## Description
Elle dispose d'un rhizome stolonifère verdâtre.
La floraison, d'assez courte durée, a lieu courant mai sur des tiges allant jusqu'à 1,20 m. La fleur bicolore, jaune et blanc, comporte trois grands sépales sans crête et trois pétales de plus petite taille.

## Position taxinomique
En 2005, Gueorgi Ivanovitch Rodionenko l'a replacée dans le genre Xyridion (Tausch) Fourr. :
- Xyridion orientalis (Mill.) Rodion.

Elle compte aussi un homonyme : Iris orientalis Thunb.
Des variétés botaniques et horticoles sont recensées, parmi lesquelles :
- Iris orientalis 'Gigantea'
- Iris orientalis var. monnieri

Enfin, des synonymes sont signalés par le site Signa (mais sans confirmation par d'autres index) :
- Iris albida Davidov
- Iris ochroleuca L.
- Iris spuria subsp. ochroleuca

## Distribution
Cette espèce d'iris est originaire du nord-est de la Grèce et du nord-ouest, du sud et du centre de la Turquie. Elle pousse près des bords de rivières et des endroits marécageux, ainsi que des prés humides.
Elle est assez répandue en culture horticole depuis la fin du XVIIIe siècle et de nombreuses pépinières la commercialisent.

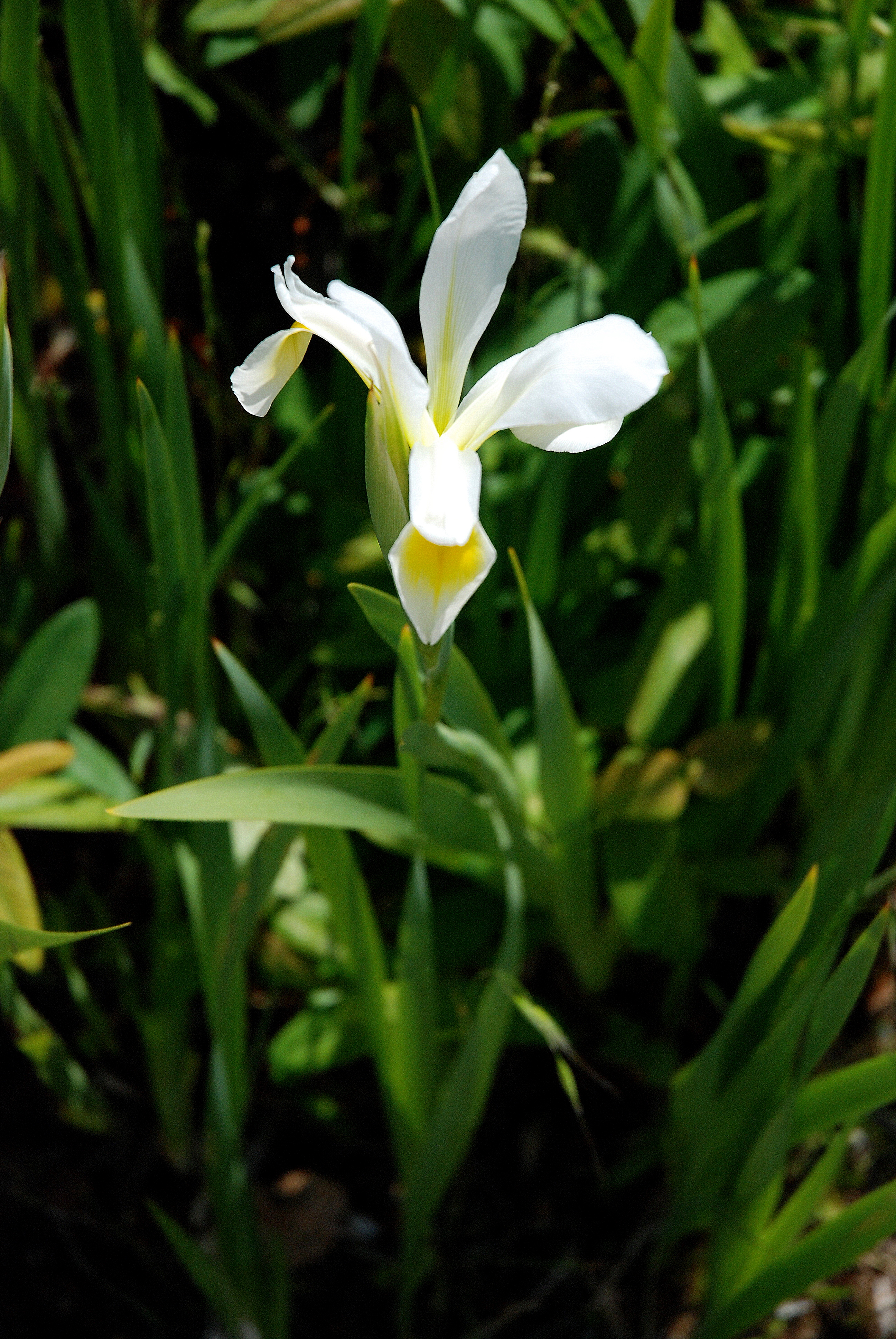
Fleur d'Iris orientalis
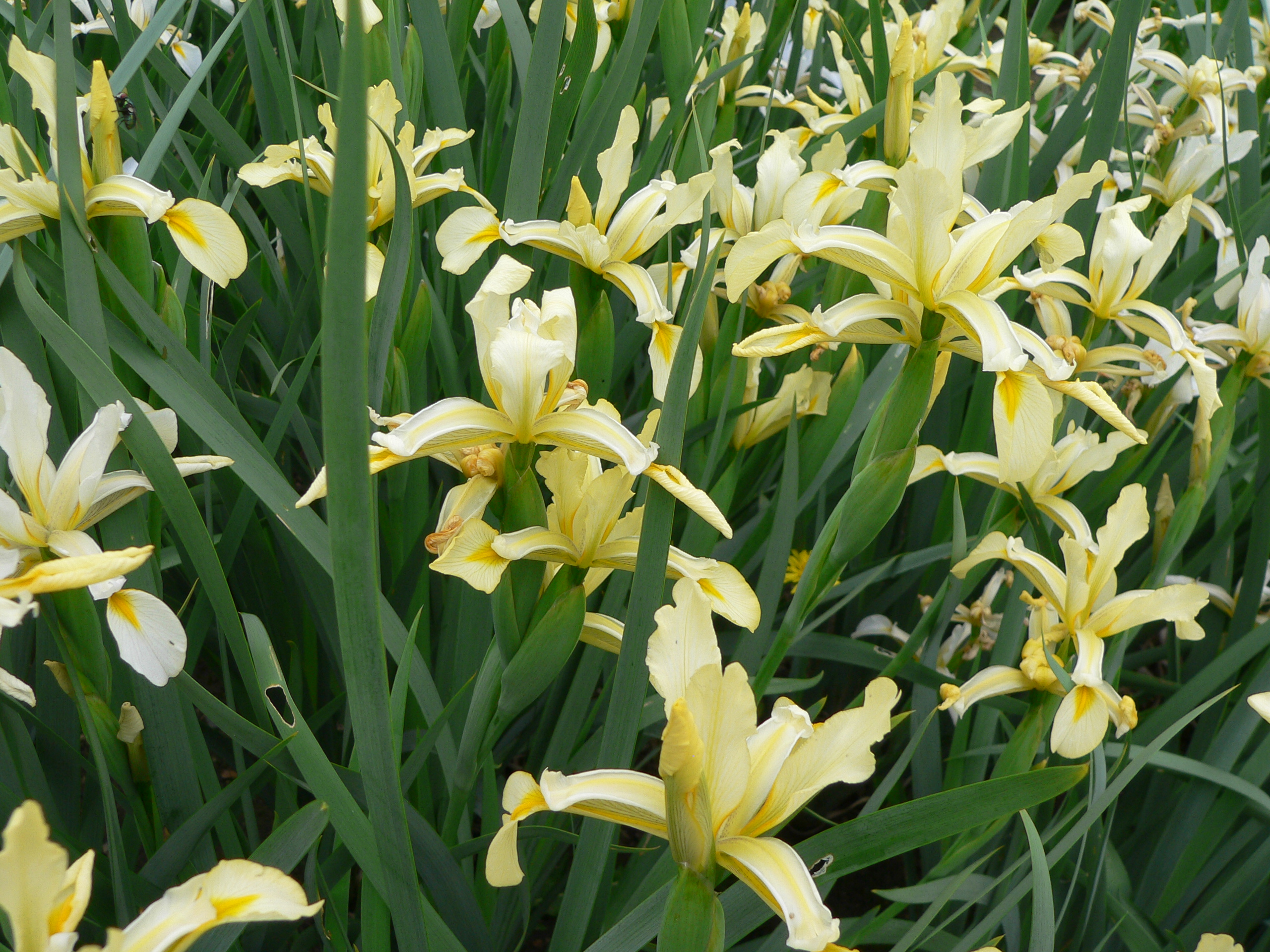
Fleurs d'Iris orientalis
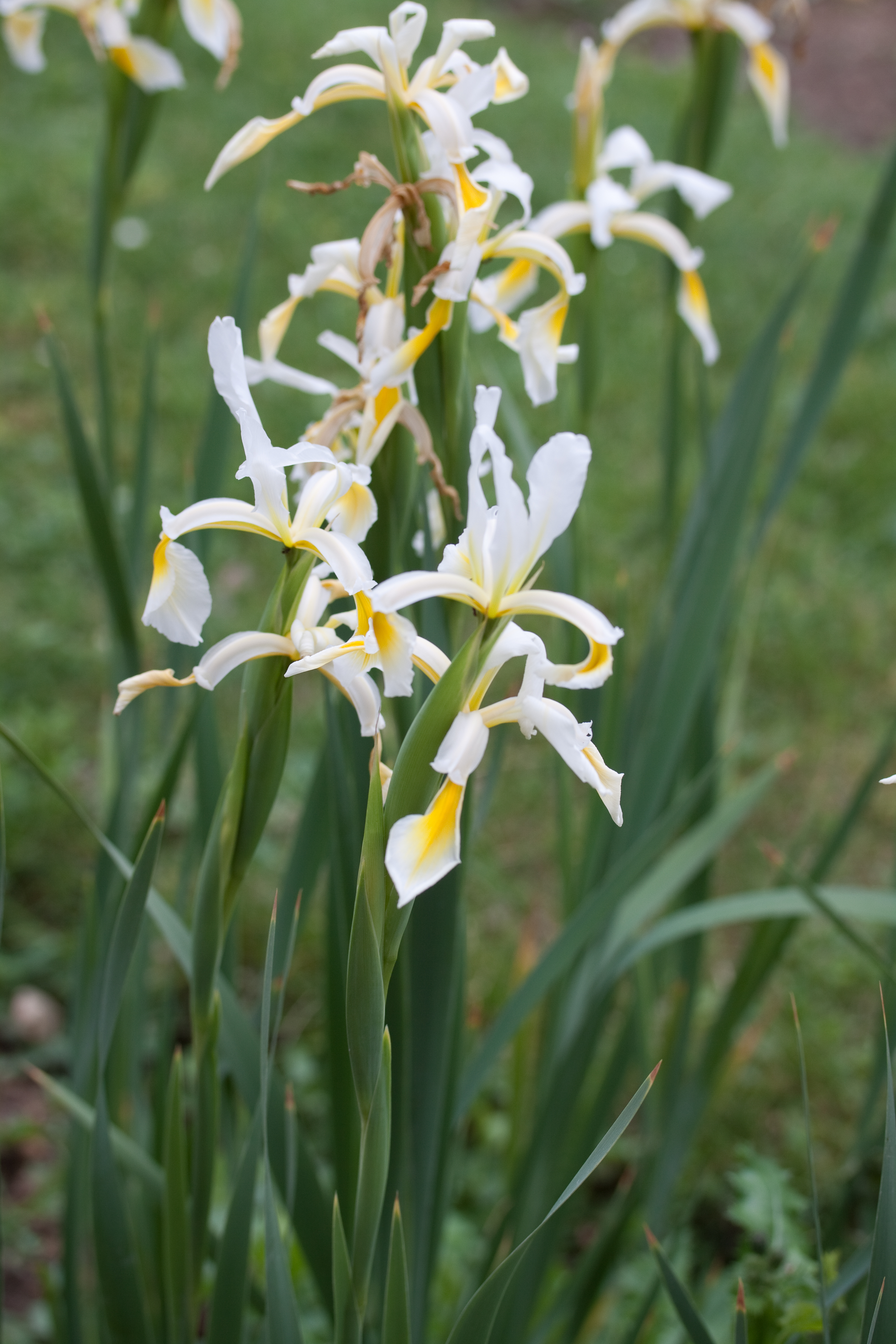
Fleurs d'Iris orientalis